# Флавий Улпиан
Флавий Улпиан (на латински: Flavius Ulpianus) e политик и сенатор на Римската империя през началото на 3 век.
През 210 – 213 г. той е управител на провинция Долна Мизия.